# Perso nel buio
Perso nel buio è un singolo del cantante italiano Sangiovanni, pubblicato il 12 novembre 2021 come unico estratto dalla terza riedizione digitale dell'EP eponimo. Il brano è stato realizzato con la partecipazione di Madame.

## Video musicale
Il video musicale, diretto da Attilio Cusani, è stato reso disponibile il 18 novembre 2021 attraverso il canale YouTube di Sangiovanni.

## Tracce
Testi di Alex Andrea Vella, Giovanni Pietro Damian, Francesca Calearo, musiche di Riccardo Scirè.
1. Perso nel buio – 2:50

## Classifiche
| Classifica (2021) | Posizione massima |
| ----------------- | ----------------- |
| Italia            | 9                 |